# Gorenje Lakovnice
Gorenje Lakovnice – wieś w Słowenii, w gminie miejskiej Novo mesto. W 2018 roku liczyła 83 mieszkańców. 